# KBC Night of Athletics
La KBC Night of Athletics (en français : Nuit de l'athlétisme ; en néerlandais : Nacht van de Atletiek) est une compétition internationale d'athlétisme se déroulant une fois par an au Stade De Veen de Heusden-Zolder, en Belgique. Créé en 1979, il fait partie en 2012 du circuit européen de l'European Outdoor Premium Meetings.

## Historique
La première édition de la Nuit de l'athlétisme est disputée en 1979 au Duinenstadion de Hechtel-Eksel sous la direction de Paul Eerdekens, président du club d'athlétisme de l'AV Toekomst. Après un arrêt d'un an, en 2000, la compétition se poursuit en 2001 au Stade De Veen de Heusden-Zolder. Le meeting est aujourd'hui dirigé par les anciens athlètes Christophe Impens et Marc Corstjens.
Il est le deuxième meeting le plus important en Belgique après le Mémorial Van Damme de Bruxelles.